# 國際大廈 (紐約市)

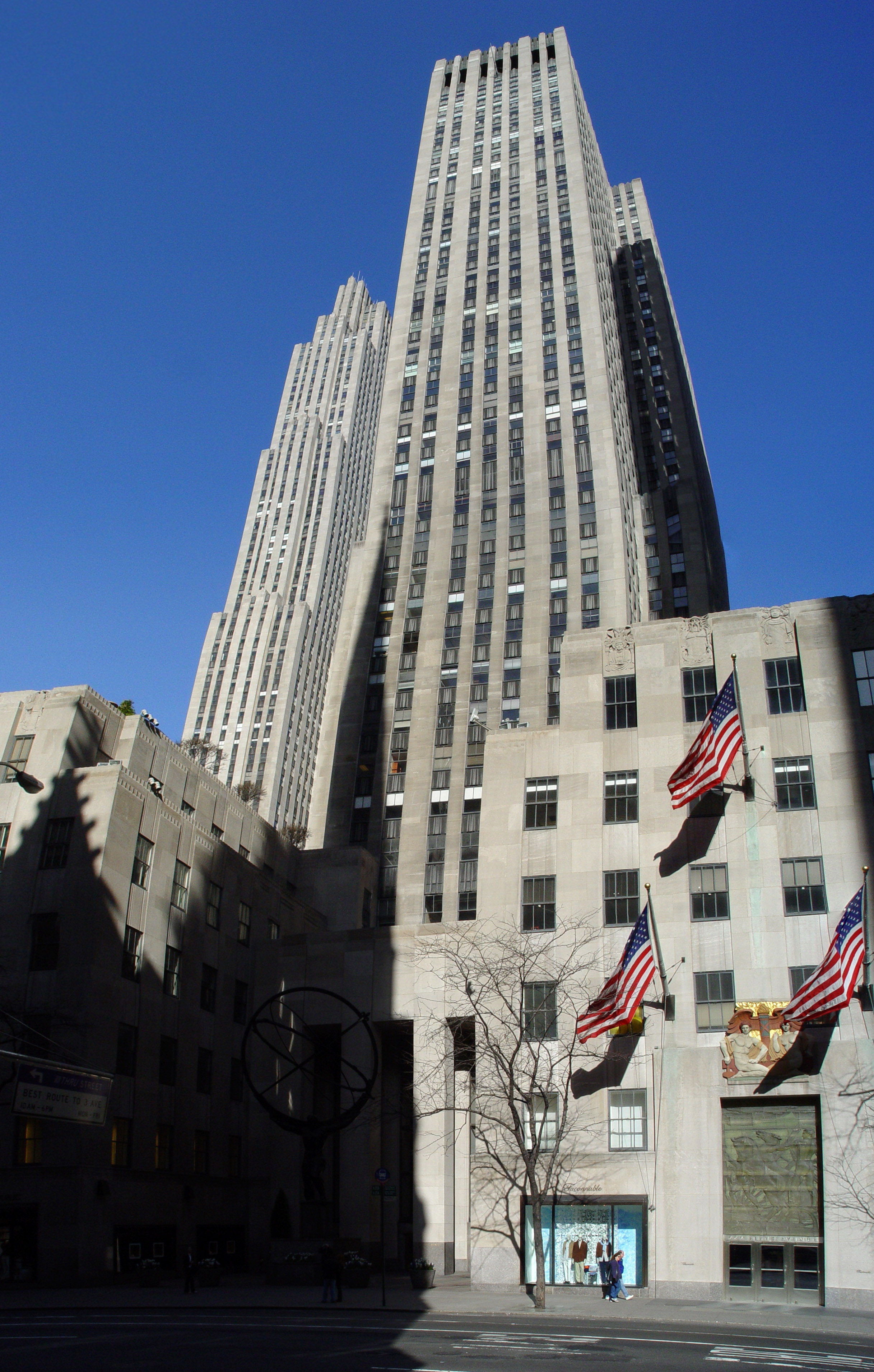

國際大廈（International Building），又名第五大道630號（630 Fifth Avenue）或洛克菲勒廣場45號（45 Rockefeller Plaza），是美國紐約市曼哈頓中城洛克菲勒中心的一座摩天大樓，竣工於1935年。這座建築有41層，高512英尺（156米），外觀是裝飾風藝術風格。這座建築有自己獨特的郵政編碼10111，在2019年時是曼哈頓41座有獨自郵政編碼的建築。

## 外部連結
- 维基共享资源上的相關多媒體資源：國際大廈
- . Emporis. （原始内容存档于December 1, 2017）.